# 坦萨林尼泊尔民族党
坦萨林尼泊尔民族党是尼泊尔的一个政党，该党致力于保护塔芒族祖传土地，于2008年2月4日正式成立，但在2008年尼泊尔制宪会议选举前，于2007年10月在尼泊尔选举委员会登记成立。该党追求民主共和制、民族和区域自治以及基于比例代表制的选举制度。